# Kepler-445c
Kepler-445c es el segundo exoplaneta descubierto alrededor de la estrella Kepler-445, en la constelación de Cygnus, a 293,5 años luz de la Tierra. Su detección se confirmó en 2015, después de que el Telescopio Espacial Kepler registrase varios tránsitos del objeto frente a su estrella. Su radio, de 2,51 R⊕, supera con creces el límite establecido por los expertos que distingue a los cuerpos terrestres de los gaseosos. Por tanto, la probabilidad de que se trate de un minineptuno es muy alta.
Los dos otros exoplanetas encontrados en el sistema Kepler-445 son Kepler-445b y Kepler-445d. Los tres tienen órbitas próximas a la diminuta estrella y, por tanto, es probable que sus temperaturas sean elevadas.

## Características
Kepler-445 es una enana roja de tipo M4V, con una masa de 0,18 M☉ y un radio de 0,21 R☉. Su metalicidad (0,27) es parecida a la del Sol aunque algo mayor, lo que indica una relativa abundancia de elementos pesados (es decir, todos excepto el hidrógeno y el helio). Partiendo de que el límite de acoplamiento de marea de las estrellas de esta clase suele rebasar el confín externo zona habitable y que ninguno de los exoplanetas encontrados en el sistema supera su borde interno, es muy probable que la rotación de cada uno de ellos esté sincronizada con sus órbitas y que, por tanto, cuenten con un hemisferio diurno y otro nocturno. La distancia entre Kepler-445c y su estrella es de 0,03 UA o unos cinco millones de kilómetros según el PHL, 30 veces menos que la distancia entre la Tierra del Sol.
El radio del objeto es de 2,51 R⊕, muy por encima del límite de 1,6 R⊕ que separa a los planetas telúricos de los de tipo minineptuno. El objeto también ha sido confirmado por velocidad radial, lo que ha permitido fijar su masa en unas 8,58 M⊕, lo que supondría una gravedad un 36 % mayor que la terrestre. El Laboratorio de Habitabilidad Planetaria de la UPRA, considerando la densidad del objeto, ha asignado un HZC de 0,94. Esta cifra sostiene los indicios de una predominante composición gaseosa, si bien su HZA de 0,16 no alcanza el rango típico asignado a los planetas gaseosos, normalmente a partir de uno.
La temperatura de equilibrio de Kepler-445c, calculada a partir de su localización en el sistema y la luminosidad de su estrella, es de 84,85 °C. Si su atmósfera y albedo son similares a los de la Tierra, su temperatura media superficial sería de unos 125 °C, en el improbable caso de que cuente con una superficie definida.

## Sistema
Kepler-445c es el segundo exoplaneta confirmado en el sistema Kepler-445. Poco antes se descubrió Kepler-445b y poco después, Kepler-445d. Todos orbitan a distancias muy próximas entre sí y respecto a su estrella. Kepler-445b completa una órbita alrededor de su astro cada 2,98 días, Kepler-445c cada 4,87 y Kepler-445d cada 8,15. Ninguno de los tres se aproxima a los límites de la zona habitable de su sistema, con HZD de -1,68, -1,47 y -1,16, respectivamente —la zona de habitabilidad comprende HZD desde +1 (confín externo) hasta -1 (confín interno)—. Durante la distancia mínima de intersección orbital, la separación entre Kepler-445b y Kepler-445c llega a ser de entre uno y dos millones de kilómetros, unas cuatro veces más que la distancia entre la Tierra y la Luna.